# پلی انیدرید
پلی انیدریدها دسته ای از پلیمرهای زیست تخریب پذیر هستند که با پیوندهای انیدرید مشخص می‌شوند که واحدهای تکراری زنجیره ستون فقرات پلیمر را به هم متصل می‌کنند. کاربرد اصلی آنها در صنایع پزشکی و دارویی است. در داخل بدن، پلی هیدریدها به مونومرهای شیری غیر سمی تبدیل می‌شوند که می‌توانند متابولیزه و از بدن خارج شوند. به دلیل محصولات تخریب ایمن، پلی هیدریدها زیست سازگار در نظر گرفته می‌شوند.

## کاربرد
پیوندهای انیدرید مشخصه در پلی هیدریدها قابل انعطاف در آب هستند (زنجیره پلیمر در پیوند انیدرید از هم می‌پاشد). این امر منجر به ایجاد دو گروه اسید کربوکسیلیک می‌شود که به راحتی متابولیزه و زیست سازگار می‌شوند. پلیمرهای زیست تخریب پذیر، مانند پلی هیدریدها، قادرند با استفاده از سینتیک کاملاً مشخص، داروهای محبوس یا محصور شده در بدن را آزاد کنند و در حال رشد تحقیقات پزشکی هستند. پلی هیدریدها به عنوان ماده مهمی برای انتشار کوتاه مدت داروها یا عوامل فعال زیستی مورد بررسی قرار گرفته‌اند. تخریب سریع و خواص مکانیکی محدود پلی هیدریدها، آنها را به عنوان وسایل کنترل شده دارورسانی ایده‌آل می‌کند. یک مثال، گلیادل [۱]، وسیله ای است که برای درمان سرطان مغز استفاده بالینی می‌کند. این محصول از ویفر پلی هیدرید ساخته شده و حاوی ماده شیمی درمانی است. پس از برداشتن تومور سرطانی مغز، ویفر در مغز آزاد می‌شود و یک ماده شیمی درمانی را با سرعت کنترل شده متناسب با میزان تخریب پلیمر آزاد می‌کند. درمان موضعی شیمی درمانی از سیستم ایمنی بدن در برابر میزان بالای اشعه محافظت می‌کند. از دیگر کاربردهای پلی هیدریدها می‌توان به استفاده از پلی هیدریدهای اشباع نشده در جایگزینی استخوان و همچنین کوپلیمرهای پلی هیدرید به عنوان وسایل حمل و نقل واکسن اشاره کرد.

## دسته‌ها

ساختار یک مولکول پلی هیدرید با n واحد تکرار

سه گروه اصلی پلی هیدرید وجود دارد: آلیفاتیک، اشباع نشده و معطر. این کلاسها با بررسی گروه‌های R آنها (شیمی مولکول بین پیوندهای آنیدرید) تعیین می‌شود. پلی هیدریدهای آلیفاتیک از گروه‌های R حاوی اتم‌های کربن متصل شده در زنجیره‌های مستقیم یا شاخه ای تشکیل شده‌اند. این کلاس از پلیمرها با ساختار بلوری، دامنه دمای ذوب ۵۰–۹۰ درجه سانتیگراد و حلالیت در هیدروکربنهای کلر دار مشخص می‌شود. ظرف چند هفته پس از ورود به محیط بدن تجزیه شده و از بدن دفع می‌شوند. پلی هیدریدهای اشباع نشده از گروه‌های R آلی با یک یا چند پیوند دوگانه (یا درجات غیر اشباع) تشکیل شده‌است. این دسته از پلیمرها ساختاری کاملاً بلوری دارند و در حلال‌های آلی رایج محلول نیستند. پلی هیدریدهای معطر از گروه‌های R حاوی یک حلقه بنزن (معطر) تشکیل شده‌است. از خصوصیات این کلاس می‌توان به ساختار بلوری، عدم حلالیت در حلالهای آلی رایج و نقاط ذوب بیشتر از ۱۰۰ درجه سانتیگراد اشاره کرد. آنها بسیار آبگریز هستند و بنابراین در محیط بدن به آرامی تجزیه می‌شوند. این میزان تخریب آهسته باعث می‌شود که پلی هیدریدهای معطر هنگام استفاده به عنوان هموپلیمرها برای دارورسانی مناسب نباشد، اما می‌توان آنها را با کلاس آلیفاتیک کوپلیمر کرد تا به سرعت تخریب مطلوب برسد.

## سنتز و تعیین مشخصات
پلی هیدریدها با استفاده از چگالش مذاب یا پلیمریزاسیون محلول سنتز می‌شوند. بسته به روش سنتز مورد استفاده، ویژگی‌های مختلف پلی هیدریدها را می‌توان تغییر داد تا محصول مورد نظر حاصل شود. خصوصیات پلی هیدریدها ساختار، ترکیب، وزن مولکولی و خصوصیات حرارتی مولکول را تعیین می‌کند. این خصوصیات با استفاده از روشهای مختلف پراکندگی نور و حذف اندازه تعیین می‌شود.

### بسپارش
با استفاده از منابع کم هزینه موجود و به راحتی می‌توان پلی هیدریدها را تهیه کرد. برای دستیابی به خصوصیات مطلوب می‌توان فرایند را متنوع کرد. به‌طور سنتی، پلی هیدریدها توسط پلیمریزاسیون چگالشی مذاب تهیه می‌شوند، که منجر به تولید پلیمرهای با وزن مولکولی بالا می‌شود. پلیمریزاسیون میعان ذوب شامل واکنش مونومرهای اسید دی کربوکسیلیک با انیدرید استیک اضافی در دمای بالا و تحت خلأ برای تشکیل پلیمرها است. برای دستیابی به وزن مولکولی بالاتر و زمان واکنش کوتاه‌تر ممکن است از کاتالیزور استفاده شود. به‌طور کلی، از سنتز یک مرحله ای (روشی که فقط شامل یک واکنش است) استفاده می‌شود که نیازی به تصفیه ندارد.
روشهای زیادی برای سنتز پلی هیدریدها وجود دارد. برخی از روش‌های دیگر عبارتند از: گرمایش مایکروویو ، سنتز توان بالا (سنتز پلیمرها به‌طور موازی)، پلیمریزاسیون باز حلقه (حذف مونومرهای حلقوی)، تراکم سطحی (واکنش دمای بالا از دو مونومر)، عوامل اتصال دهیدراته (حذف آب) گروه از دو گروه کربوکسیل) و پلیمریزاسیون محلول (واکنش در محلول).

### تجزیه و تحلیل ساختار شیمیایی و ترکیب
ساختار شیمیایی و ترکیب پلی هیدریدها را می‌توان با طیف‌سنجی H1NMR تعیین کرد. با این کار کلاس پلانیدرید (معطر، آلیفاتیک یا اشباع نشده) و همچنین مشخصات ساختاری پلیمر مشخص خواهد شد. به عنوان مثال، تجزیه و تحلیل اوج‌های تشدید مغناطیسی هسته ای (NMR) به فرد اجازه می‌دهد تا تشخیص دهد آیا یک کوپلیمر ساختاری تصادفی دارد یا مانند بلوک است. وزن مولکولی و میزان تخریب نیز توسط NMR تعیین می‌شود.

### تجزیه و تحلیل وزن مولکولی
جدا از استفاده از NMR برای تعیین وزن مولکولی پلی هیدریدها، کروماتوگرافی نفوذ ژل (GPC) و اندازه‌گیری ویسکوزیته نیز ممکن است استفاده شود.

### خواص حرارتی
برای تعیین خصوصیات حرارتی پلی هیدریدها از کالریمتری اسکن دیفرانسیل (DSC) استفاده می‌شود. دمای انتقال شیشه، دمای ذوب و گرمای همجوشی همه توسط DSC تعیین می‌شود. تبلور پلی هیدرید را می‌توان با استفاده از DSC، پراکندگی اشعه ایکس با زاویه کوچک (SAXS)، تشدید مغناطیسی هسته ای (NMR) و پراش اشعه X تعیین کرد.

## تخریب

مقایسه مکانیسم‌های فرسایش فله و سطح

فرسایش و تخریب یک پلیمر توصیف می‌کند که چگونه پلیمر از نظر جسمی جرم را از دست می‌دهد (تخریب می‌شود). دو مکانیسم فرسایش متداول، فرسایش سطحی و فله ای است. پلی هیدریدها پلیمرهای فرسایش دهنده سطح هستند. پلیمرهای فرسایش دهنده سطح اجازه نفوذ آب به مواد را نمی‌دهند. مانند یک آبنبات چوبی لایه به لایه فرسایش می‌کنند. ستون فقرات آبگریز با اتصالات انیدرید قابل هیدرولیتی حساس است که اجازه می‌دهد تخریب هیدرولیتیک با دستکاری ترکیب پلیمر کنترل شود. این دستکاری می‌تواند با افزودن یک گروه آب دوست به پلی هیدرید برای ساخت یک کوپلیمر ایجاد شود. کوپلیمرهای پلی هیدرید با گروه‌های آب دوست ویژگی‌های فرسایش فله را از خود نشان می‌دهند. پلیمرهای فرساینده فله مانند اسفنج آب (در سرتاسر مواد) گرفته و در داخل و سطح پلیمر فرسایش می‌یابند.
توصیف آزادسازی دارو از پلیمرهای فرساینده فله ای دشوار است زیرا حالت اولیه انتشار از این پلیمرها انتشار است. برخلاف پلیمرهای فرسایش سطحی، پلیمرهای فرساینده فله ای رابطه بسیار ضعیفی بین میزان تخریب پلیمر و میزان رهش دارو نشان می‌دهند؛ بنابراین، توسعه پلی هیدریدهای فرسایش دهنده سطح که در پلیمرهای فرساینده اصلی وجود دارد، از اهمیت بیشتری برخوردار است.

## زیست سازگاری
سازگاری زیستی و سمیت یک ماده پلیمری با بررسی پاسخ‌های سمی سیستمیک، پاسخ‌های بافت محلی، پاسخ‌های سرطان زا و جهش زا و پاسخ‌های آلرژیک به محصولات تجزیه کننده مواد ارزیابی می‌شود. مطالعات حیوانی برای آزمایش تأثیر پلیمر بر روی هر یک از این پاسخهای منفی انجام شده‌است. یافت نشده‌است که پلی هیدریدها و محصولات تجزیه کننده آنها پاسخهای مضر قابل توجهی ایجاد می‌کنند و زیست سازگار محسوب می‌شوند.